# كارول جي. روس
كارول جي. روس (بالإنجليزية: Karol G. Ross)‏ هي عالمة أمريكية، ولدت في 17 يوليو 1952.